# Frantano
Frantano governou o norte do reino suevo da Galécia entre 456 e 457 durante a guerra civil que se seguiu à morte de Requiário. Assumiu o poder depois da morte de Agiulfo às mãos de Maldras.

## Ligação externa
- Regnal Chronologies - Teutões
- Genealogia da Europa - Ibéria
- Roma e Romania
- Estados Hispânicos